# Opérations navales durant la campagne du Kamerun
Première Guerre mondiale
Les opérations navales durant la campagne du Kamerun comprennent l’ensemble des batailles navales et des opérations amphibies s’étant déroulé entre août et septembre 1914 au large des côtes camerounaises.

## Prémices
Le 24 août 1914, la canonnière française Surprise bombarde la côte du Kamerun. Plus tard, lecuirassé français Bruix, basé à Libreville, bombarde et endommage gravement les villes côtières de Campo et Kribi, plus au sud[réf. nécessaire].
Le plan initial des Alliés consiste à débarquer une force à Victoria puis à progresser vers Douala. Des navires britanniques, dont le croiseur cuirassé Cumberland, sont envoyés dans la baie de Bonny en préparation de ces opérations. En route vers la côte, le Cumberland fait escale à Lagos, au Nigeria, pour embarquer le roi exilé de Douala ainsi que d'autres chefs de la tribu souhaitant participer aux débarquements. L'oncle du roi ayant été pendu par les Allemands le 8 août.
Le 4 septembre, des bâtiments de guerre jettent l’ancre dans la baie d'Ambas, au large de Victoria. Cependant, de fortes pluies rendent les voies navigables inutilisables. La force de débarquement se rassemble alors à l’estuaire du Wouri, où les Allemands ont eu le temps de préparer leurs défenses maritimes[réf. nécessaire].
Le 11 septembre, la canonnière de 710 tonnes HMS Dwarf tente d’entrer dans l’estuaire, mais est endommagée par les tirs d’artillerie allemands et bat en retraite. Quatre jours plus tard, une tentative pour faire exploser la Dwarf à l’aide d’un petit bateau chargé d’explosifs est menée par l'ennemi, mais échoue. Le 16 septembre, le patrouilleur allemand Nachtigal percute violemment la Dwarf ; une explosion s’ensuit, coulant le Nachtigal et tuant finalement 36 membres de son équipage. Une autre tentative pour couler la Dwarf a lieu lorsque deux vedettes allemandes utilisent des torpilles à perche contre le navire, sans succès. D'autres affrontements entre embarcations légères britanniques et allemandes ont lieu tout au long de la mi-septembre.

### Positions allemandes
En connaissance de la prochaine invasion alliée imminente, les Allemands minent l’estuaire du Wouri. Ils coulent une dizaine de bateaux à vapeurs et poseurs de mines à l’embouchure du fleuve pour empêcher tout débarquement à Douala.

## Débarquement allié
Après avoir dégagé une bande de trois milles de large de mines, les croiseurs HMS Challenger et HMS Cumberland (en), et cinq navires de transport de troupes remontent le Wouri jusqu’à Douala. Le commandant allié de la force de débarquement, le major Charles Dobell envoie un ultimatum à la garnison allemande pour exiger sa reddition. Ne recevant aucune réponse, les Britanniques bombardent la ville le 26 septembre. La garnison stationnée dans la ville se retire aussitôt. Le lendemain, environ 1 000 soldats français débarquent à Douala et occupent le port sans affronter ni soldats ennemis, ni résistance locale. Ils découvrent que la station de télégraphie sans fil a été détruite par les Allemands, mais parviennent à capturer plusieurs navires marchands ainsi qu’un canonnière allemande, la Soden.
À peu près au même moment, les forces alliées débarquent à Bonabéri, une ville située de l’autre côté du fleuve Wouri, que les Allemands n’ont pas encore abandonnée. Après quelques combats, la ville est livrée et les forces allemandes se replient vers l’intérieur des terres.

### Bataille d'Ukoko
Le 21 septembre 1914, la Surprise, une canonnière française, part de Libreville pour se diriger vers Cocobeach où est installée une garnison allemande. Le bâtiment, à l'approche de la côte, bombarde la ville et en détruit une grande partie. À la suite du bombardement, quatre bateaux transportant des soldats français et des mitrailleuses sont lancés depuis la Surprise dans une tentative de débarquement. La petite force, sous le commandement du colonel Miquelard, débarque sur la plage mais fait face au feu des unités allemandes retranchées parmi les ruines de la ville. Plus tard dans l'après-midi, neuf autres embarcations chargées de soldats français arrivent sur la plage et progressent dans la ville. Les Allemands sont alors soumis à un feu nourri provenant des mitrailleuses débarquées depuis la mer. De nombreux recrues allemandes prennent la fuite. À trois heures, les Français lancent une offensive importante contre les positions ennemies. La résistance des forces allemandes faiblit et elles finissent par battre en retraite.
Pendant la bataille, les Allemands tentent d’attaquer la Surprise, stationnée dans la baie de Corisco. Le vapeur Itolo et la vedette Khios sont coulés lors des attaques contre le navire français qui s'en sort indemne[réf. nécessaire]. 

## Conséquences

### Conséquences
Les opérations navales lors campagne du Kamerun permettent la domination navale des Alliés sur l'estuaire du Wouri et la baie de Bonny, ainsi que la prise port de Douala et de la majeure partie de la côte de la colonie. Contraignant les Allemands à se replier de la côte vers l'intérieur montagneux et couvert de jungle du Cameroun.

### Suites
De petites forces allemandes tentent de conserver le contrôle des rivières vitales pour le transport de ravitaillements, mais elles sont chassées par les forces britanniques lors de la bataille de Jabassi (en) au début du mois d’octobre. Le 3e jour de ce mois, une force sénégalaise française déloge les défenseurs allemands de leurs positions sur la Japona. Le 26 octobre, des troupes franco-britanniques, naviguant sur la rivière, menacent Edea, un village où certains détachements allemands se sont repliés après la prise de Douala. Cependant, ils se retirent et abandonnent la ville sans combattre. 